# Acrolophus texanella
Acrolophus texanella är en fjärilsart som beskrevs av Victor Toucey Chambers 1878. Acrolophus texanella ingår i släktet Acrolophus och familjen Acrolophidae. Inga underarter finns listade i Catalogue of Life.